# Maximumsnelheid in Zweden
De maximumsnelheid in Zweden is de snelheidslimiet in Zweden die gebruikelijk is voor een bepaalde wegcategorie of de snelheid die wordt aangegeven met verkeersborden. De maximumsnelheid varieert van 30 tot 120 km/h.

## Geschiedenis
In 1906 werd er een maximumsnelheid ingevoerd van 15 km/h overdag en 10 km/h in de nacht in steden en dorpen. In het buitengebied gold een maximumsnelheid van 35 km/h. In 1923 werd de maximumsnelheid verhoogd naar 45 km/h. In 1931 werd de maximumsnelheid afgeschaft. Pas op 30 april 1971 werd er weer een maximumsnelheid ingevoerd van 70, 90 en 110 km/h.
Sinds 2005 wordt er geëxperimenteerd met een hogere maximumsnelheid op autosnelwegen van 120 km/h. In de jaren erna is op steeds meer wegen de maximumsnelheid van 120 km/h ingevoerd. Op het overgrote deel van het wegennet blijft echter de norm van 110 km/h van kracht. In 2016 is begonnen met het op grote schaal verlagen van de maximumsnelheid op wegen zonder fysieke rijrichtingscheiding van 90 naar 80 km/h om het aantal verkeersdoden te verlagen. Tot 2025 wordt op 4250 kilometer aan staatswegen de snelheid verlaagd. Wegen die gemiddeld over de dag minder dan 2000 motorvoertuigen per dag bedienen of een zeer hoge veiligheidsstandaard hebben zijn uitgezonderd voor deze regeling.

## Huidige situatie
Voor personenwagens, bestelwagens en motorfietsen zonder aanhangwagen gelden in Zweden de volgende standaardlimieten: 50 km/h in de bebouwde kom, 70 km/h buiten de bebouwde kom en 110 km/h op autosnelwegen. In de praktijk wordt de maximumsnelheid in bijna alle gevallen aangegeven met borden, ook als de standaardlimiet geldig is. Zo komen in de bebouwde kom ook snelheidslimieten van 30 en 70 km/h voor. Op geasfalteerde wegen zonder fysieke rijrichtingscheiding buiten de bebouwde kom ligt de maximumsnelheid in de meeste gevallen op 80 of 90 km/h, afhankelijk van de weginrichting en de intensiteit van een weg. In het noorden van het land liggen de intensiteiten zo laag en zijn de afstanden der mate hoog dat hier ook snelheden van 100 km/h voorkomen. Op wegen met een fysieke rijrichtingscheiding geldt een maximumsnelheid van 100 km/h. Fysieke rijrichtingscheidingen worden in Zweden op grote schaal toegepast op driestrookswegen. Op autosnelwegen geldt een standaardlimiet van 110 km/h. Rondom steden wordt deze snelheid soms verlaagd naar 90 of 100 km/h en op enkele veilige trajecten buiten de steden geldt een maximumsnelheid van 120 km/h.